# A Turtle’s Dream
A Turtle’s Dream — студийный альбом американской певицы Эбби Линкольн, выпущенный в 1994 году на лейбле Verve Records. В записи приняло участие её основное бэк-трио, состоящее из пианиста Родни Кендрика, басиста Чарли Хейдена и барабанщика Виктора Льюиса на барабанах, а также другие приглашенные музыканты.
На 38-й церемонии «Грэмми» альбом получил номинацию за лучшее джазовое вокальное исполнение.

## Отзывы критиков
| Оценки критиков                            | Оценки критиков |
| Источник                                   | Оценка          |
| ------------------------------------------ | --------------- |
| AllMusic                                   | [ 2 ]           |
| The Encyclopedia of Popular Music          | [ 3 ]           |
| MusicHound Jazz: The Essential Album Guide | [ 4 ]           |
| The Penguin Guide to Jazz                  | [ 5 ]           |
| The Rolling Stone Jazz & Blues Album Guide | [ 6 ]           |

В журнале Billboard назвали альбом хорошо приготовленным угощением. Крис Альбертсон из Stereo Review отметил, что после стольких лет Линкольн, несомненно, достигла своего творческого пика: «Приятно наблюдать, как она с такой утонченностью прокладывает путь к тому особому месту, куда поднимаются артисты, когда их талант выводит их за рамки грубого неонового блеска шоу-бизнеса».
Рецензент AllMusic написал: «Вступительная песня „Throw It Away“ имеет меланхоличный резонанс, который чрезвычайно манит, поскольку Линкольн вкладывает себя в текст с глубокой страстью и тонким драматизмом. Добавление струнной части в паре номеров, особенно в „Down Here Below“, создает элегантный блюз».

## Список композиций
Слова и музыка всех песен Эбби Линкольн, за исключением отмеченных.
1. «Throw It Away» — 5:41
2. «A Turtle’s Dream» (Лоран Куньи, Эбби Линкольн) — 6:28
3. «Down Here Below» — 8:48
4. «Nature Boy» (Иден Ахбез) — 5:04
5. «Avec le temps» (Лео Ферре) — 5:38
6. «Should’ve Been» — 7:57
7. «My Love Is You» — 5:43
8. «Storywise» — 4:21
9. «Hey, Lordy Mama» (Эбби Линкольн, Нина Симон) — 7:13
10. «Not to Worry» — 5:46
11. «Being Me» — 6:17

## Участники записи
- Аранжировка струнных — Лоран Куньи (1), Рандольф Ноэль (3)
- Бас — Чарли Хейден, Кристиан Макбрайд (4, 8), Майкл Боуи (7, 9)
- Вокал — Эбби Линкольн
- Гитара — Пэт Метени (1, 5, 6, 11)
- Гитара, бэк-вокал — Лаки Питерсон (9)
- Продюсер — Жан-Филипп Аллар
- Сопрано-саксофон — Жюльен Луру (10)
- Тенор-саксофон — Жюльен Луро (2, 4, 7, 8)
- Труба — Рой Харгроув (4, 8)
- Ударные — Виктор Льюис
- Фортепиано — Кенни Бэррон (3, 11), Родни Кендрик

Сведения взяты из аннотации к альбому.

## Чарты
| Чарт (1995)                     | Высшая позиция |
| ------------------------------- | -------------- |
| США (Billboard Top Jazz Albums) | 12             |